# 23274 Wuminchun
23274 Wuminchun là một tiểu hành tinh vành đai chính với chu kỳ quỹ đạo là 1892.2956811 ngày (5.18 năm).
Nó được phát hiện ngày 30 tháng 12 năm 2000.